# 畢克斯·拜德貝克
畢克斯·拜德貝克（英語：Bix Beiderbecke，1903年3月10日—1931年8月6日），又譯畢德貝克、貝德貝克，全名里昂·俾斯麥·拜德貝克（Leon Bismark Beiderbecke），美國爵士短號手、爵士鋼琴家和作曲家。
他和路易斯·阿姆斯壯是1920年代樂壇上，數一數二、最具影響力的爵士獨奏家。他的作品中，尤以〈Singin' the Blues〉（1927年）和〈I'm Coming, Virginia〉（1927年）最為眾所讚嘆，淋漓盡致地展現了他異常純粹的音色和即興天分。也由於這二首樂曲，他協助創立了爵士謠曲風格，進而促成1950年代冷爵士樂的興起。他為數極少的鋼琴樂曲作品中，唯一留下錄音記錄的〈In a Mist〉（1927年）則開創性的融合古典元素與爵士切分音風格。拜德貝克啟發了眾多爵士後輩，如平·克勞斯貝，也經由法蘭克·楚鮑爾間接影響了萊斯特·楊。

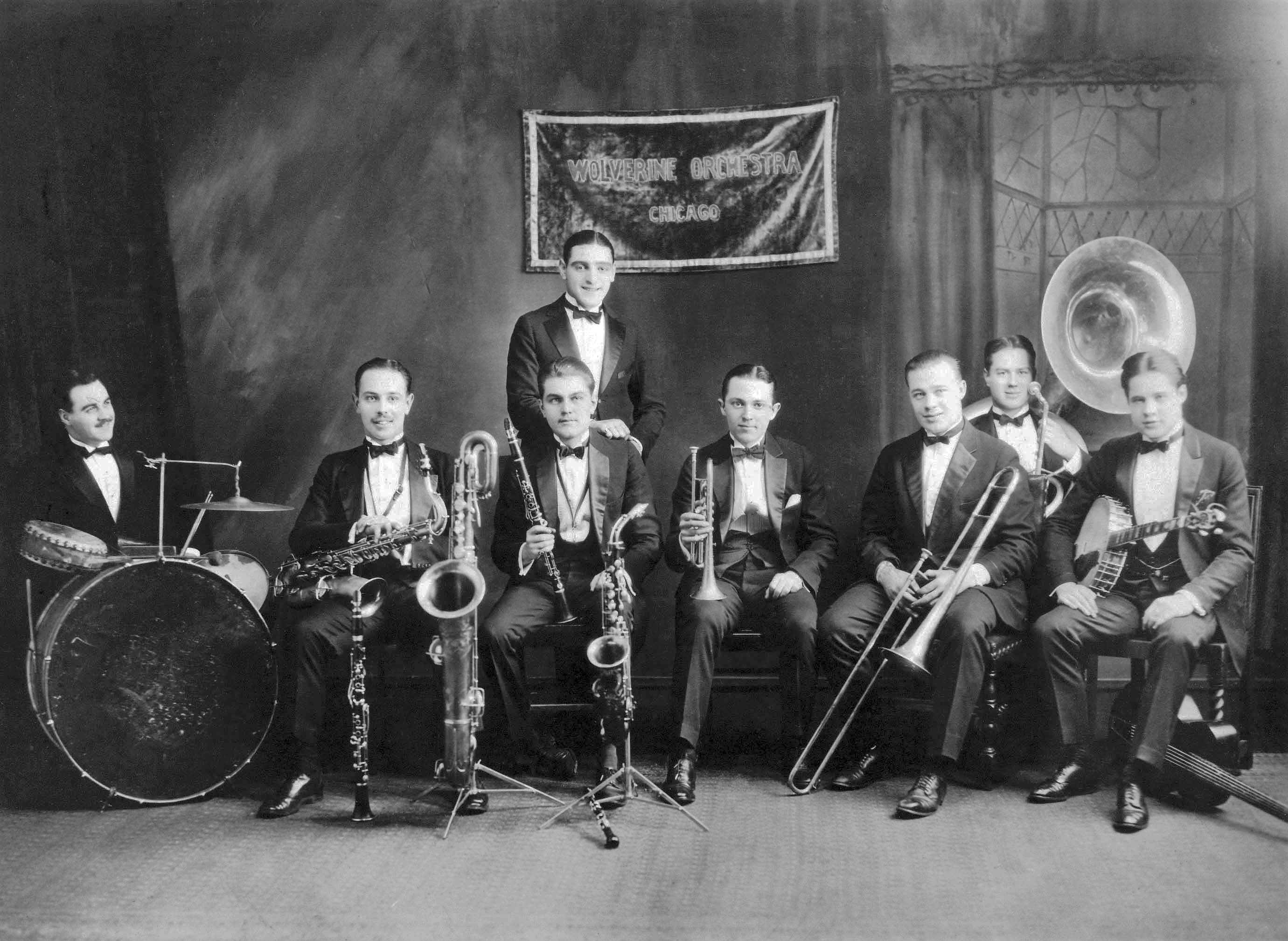
拜德貝克（右四）與狼獾銅管樂團

## 外部連結
- 畢克斯·拜德貝克資源：畢克斯傳記（英文）
- 畢克斯·拜德貝克資源：一個富創作力的聽覺歷史論題 – 1971年長一個半小時的電台節目的19個系列錄音。包括法蘭克·楚鮑爾、路易斯·阿姆斯壯、金·克魯帕、艾迪·康登、平·克勞斯貝、赫奇·卡爾麥基及拜德貝克的長兄查爾斯·拜德貝克（暱稱伯尼）等的訪談（英文）
- 〈達文波特藍調〉（Davenport Blues） – 拜德貝克首度以個人名義錄音的mp3檔（英文）
- 「畢克斯傳記」（摘記） （页面存档备份，存于），布倫丹·沃爾夫（Brendan Wolfe），Jazz.com （页面存档备份，存于）（英文）
- 《十二段不可錯過的畢克斯·拜德貝克演出紀錄》 （页面存档备份，存于），布倫丹·沃爾夫，Jazz.com （页面存档备份，存于）（英文）
- The Beiderbecke Affair：布倫丹·沃爾夫所經營、關於拜德貝克的部落格（英文）